# Lionel Guibout
Lionel Guibout est un peintre français, né le 3 mai 1959 à Issy-les-Moulineaux.

## Parcours
Après des études à l’École nationale supérieure des beaux-arts de Paris, dans l’atelier de Louis Nallard et de Pierre Alechinsky (diplôme obtenu en 1983), Lionel Guibout se tourne un temps vers l’abstraction. La lecture du livre de Robert Graves, Les Mythes grecs, lui fait découvrir la mythologie et le pousse à développer une expression figurative au cours de deux périodes distinctes.
Il explore jusqu’en 1986 le mythe d'Eurynomé et Ophion à travers des pastels de très grand format, des lithographies en noir et blanc, et des sculptures. Il s’agit du mythe préhellénique des Pélasges établissant la création du monde.
Il interprète ensuite la Théogonie d'Hésiode, avec la représentation des enfants de la Terre-mère et de Ouranos : Cottos, Gygès et Briarée, trois géants à cent bras. Il la complète dans une seconde version en les dotant aussi de cinquante têtes. Pour envisager leurs trois portraits en pied (2,80 m x 3,10 m), il cherche une morphologie particulière pour chacun, multipliant études, dessins, peintures de tous formats et sur tous supports (papier, toile, bois), et même des petites sculptures. Parmi ces travaux, apparaît la figure du « tétabras » : une tête, deux épaules et deux bras.
À partir de 1993, soucieux d’en « finir avec cette mythologie devenue trop envahissante », Guibout entame son éparpillement : les dislocations de Gygès, Briarée et Cottos sont menées jusqu’en 1996 à partir d’une troisième version de leurs portraits, donnant naissance à de multiples fragments.
Leur dispersion, autant que leur naissance, a toujours été associée au milieu forestier. L’arborescence a été convoquée pour imaginer leurs organismes, l’humus, la frondaison et la lumière l’ont été pour envisager leur disparition et son environnement.
Parallèlement à ces représentations mythologiques, Lionel Guibout a poursuivi une partie de son œuvre dans ce sens : les bois de Meudon, la forêt canadienne parcourue de lac en lac en canoë sur les traces du peintre Tom Thomson et, plus tard, la forêt vosgienne. Les bois, les forêts, les arbres appartiennent à son iconographie de peintre et de dessinateur.
Lors d’un séjour à Berlin, en 1997, il dessine pendant 36 jours le grand autel, conservé au musée de Pergame. Il en ramène un journal publié dans la NRF.
De 1998 à 2003, il illustre pour un livre le texte de 1816 de Henri Savigny, un rescapé du radeau de la Méduse qui décrit l’errance dramatique des naufragés de la frégate, épisode rendu célèbre par le peintre Géricault. Des peintures monumentales sur toile et des milliers de dessins accompagnent et prolongent la naissance des 35 lithographies du livre Méduse.
Depuis 2010, une nouvelle période s’est ouverte pour le peintre, qu’il a nommée « Natura-oscura » et qui visite des paysages de tout petits formats, d’abord imaginaires, mais qui ont trouvé un écho bien réel au cours de deux séjours en Islande, en 2012 et 2014. Il en a ramené un paysage sans fin : un rouleau peint de 25 mètres de long.

## Publications
Sources
- La Dislocation de Gygès précédée de Dédicaces de Jean-Michel Michelena, William Blake and co, 1993  (ISBN 2-84103-000-8)
- Die Zerlegung des Briareos, avec Manfred Flügge, Berlin, Malakoff, 1994
- La Dislocation de Cottos, entretien avec Michel Braudeau, musée d'art et d'histoire de Meudon, 1996  (ISBN 2-9506193-9-8)
- Les Trente-six Journées de Pergame, NRF no 548, 1999
- Fusains faisant, Malakoff, Maison des arts[10], 2003  (ISBN 2-9515719-6-8)

### Livres illustrés
- Philippe Douville, Les Bois de Salomé, lithographies de L. Guibout, Aux dépens des 40, 1994
- Diane de Biéville, Forêts, illustrations de L. Guibout, William Blake & co, 1994
- Henri Michaux, Rencontre dans la forêt, lithographie de L. Guibout, Aux dépens des 36, 1996
- Jean-Paul Michel, Pour nous, la loi, illustrations & lithographies de L. Guibout, L'invention du lecteur, 1999  (ISBN 2-911059-15-8)
- Henri Savigny, Méduse, lithographies de L. Guibout, Aux dépens des 25, 2000
- Michel Tournier, Le Radeau de la Méduse, lithographies de L. Guibout, Venise, Galleria del Leone[11], 2002
- Rouget de Lisle, La Marseillaise, illustrations de L. Guibout, Jean-Jacques Sergent éd., 2010

## Principales expositions
- 1983 : « Les anthropocages », centre d'art plastiques Albert Chanot, Clamart
- 1988 : « Les géants aux cent bras », galerie Darthea Speyer, Paris
- 1993 : « Les têtabras », galerie de l'Échaudé, Paris
- 1996 : « Les géants, la dislocation de Cottos », orangerie du château, Meudon
- 1998 : « Le temps solidifié », Pergamon Museum, Berlin
- 2001 « Le temps dans les yeux[12] », Galleria del Leone[13], Venise
- 2003 : « Le radeau de la Méduse », musée Schusev, Moscou
- 2004 : « Forêts », galerie Michèle Broutta, Paris
- 2005 : « Medusa project[14] », Galleria del Leone[13], Venise
- 2005 : « Le radeau de la Méduse », Morat Institut[15], Fribourg-en-Brisgau
- 2007 : « Des géants, des dieux, des hommes et des arbres »[16], Grande Finale, Fréland[17]
- 2011 : « De la nature », galerie Linz[18], Paris
- 2011 : « Natura oscura », Morat Institut, Fribourg-en-Brisgau
- 2012 : « Natura oscura », galerie Fred Lanzenberg[19], Bruxelles
- 2014 : « From the nature », Calic International & Art-Couture, Dubaï[20]

## Filmographie
- 1998 : Rencontre entre Lionel Guibout, Michel Braudeau, Michel Déon et Louis Nucéra. « Café littéraire » filmé au festival Étonnants voyageurs, Saint-Malo[21]
- 2009 : Xylophilie, DVD comportant 4 films réalisés par Guillaume Deboisseuil, production Les Petits Médicis :
  - Rencontre (Guibout en forêt, 13 min)
  - Traces en Alsace (Guibout dans son atelier, 45 min)
  - Les Années d’apprentissage (entretien avec Jean Réal, 35 min)
  - Balade (les œuvres dans l’atelier, 3 min)
- 2012 : Les Rêveries, spectacle littéraire et musical de Philippe Hersant filmé le 8 février au théâtre de la Croix-Rousse, Lyon, CLC Productions[22] Performance live de Lionel Guibout sur scène.

### Catalogues d'exposition
- Les Têtabras, Paris, 1992, galerie de l'Échaudé et galerie Darthea Speyer ; textes de Francis Ponge et Lionel Guibout  (ISBN 2-905810-95-5)
- Giganten in der Stadt, Berlin, 1998, Künstlerwerkstatt Bahnhof Westend, Institut français, Antikensammlung im Pergamonmuseum, Museumakademie Berlin ; textes de L. Guibout et Claude Frontisi
- Le Temps dans les yeux, Venise, 2001, Galleria del Leone ; texte de Pascal Bonafoux
- Pasiphaé retrouvée, Épinal, 2006, La lune en parachute ; texte de L. Guibout
- Natura-oscura, Paris, 2010, Linz ; textes de L. Guibout et Jean-Yves Mesguich
- Unless landscape, retour d'Islande, Paris, 2013, galerie Linz ; texte de Jean-Yves Mesguich
- Endless landscape, Bruxelles, 2013, Lanzenberg ; texte de Marie-Anne Lescourret